# Медаль «За кампанію в Афганістані» (США)
Меда́ль «За кампа́нію в Афганіста́ні» (США) (англ. Afghanistan Campaign Medal) — військова нагорода США, запроваджена  2004 року президентом США Джорджем Бушем.
Медаллю нагороджуються військовослужбовці Збройних сил США, які брали участь у веденні бойових дій в ході кампанії в Афганістані. Для нагородження є такі критерії: безперервна військова служба протягом щонайменше 30 діб або не менш 60 діб з перервами у однієї з військових кампаній з 1999 року.